# 福岡県道269号合馬長行線
福岡県道269号合馬長行線（ふくおかけんどう269ごう おうまおさゆきせん）は、福岡県北九州市小倉南区を通る一般県道である。

## 概要
北九州市小倉南区大字合馬から北九州市小倉南区長行東2丁目に至る。
北九州市小倉南区長尾5丁目から終点までの区間は福岡県道63号長行田町線との重複区間である。

### 路線データ
- 起点：福岡県北九州市小倉南区大字合馬（福岡県道61号小倉中間線交点）
- 終点：福岡県北九州市小倉南区長行東2丁目（長行交差点、国道322号交点、福岡県道63号長行田町線起点）

## 路線状況

### 重複区間
- 福岡県道63号長行田町線（北九州市小倉南区長尾4丁目・長尾小学校入口交差点 - 北九州市小倉南区長行東2丁目・長行交差点（終点））

## 地理

### 通過する自治体
- 北九州市（小倉南区）

### 交差する道路
| 交差する道路                                  | 交差する場所 | 交差する場所         |
| --------------------------------------------- | ------------ | -------------------- |
| 福岡県道61号小倉中間線                        | 大字合馬     | 起点                 |
| 福岡県道63号長行田町線 重複区間起点           | 長尾5丁目    | 長尾小学校入口交差点 |
| 国道322号 福岡県道63号長行田町線 重複区間終点 | 長行東2丁目  | 長行交差点 / 終点    |

### 沿線
- 北九州市立合馬小学校（起点付近）
- 北九州市立長尾小学校